# Федон Елідський
Федон Елідський (грец. Φαίδων) — давньогрецький філософ, учень Сократа.

## Біографія
Походив з роду евпатридів гірської Еліди. Незадовго до смерті Сократа (близько 401 до н. е.) при завоюванні Еліди спартанцями, Федон в числі інших військовополонених дістався одному торговцю рабами, який продав його в Афінах господареві будинку розпусти. Випадково познайомившись із Сократом, Федон умовив останнього викупити його; Критон і, можливо, Кебет сприяли звільненню Федона.
По смерті Сократа Федон повернувся в Еліду. Деякі учні його належали раніше до мегарської школі Стільпона, але пізніше переселилися в Еритрію. Таким чином елідська школа Федона і еретрійська Менедема злилися в одну — елідо-еретрійську.

## Діалоги
За Діогеном Лаертським, Федону належали діалоги Зопір і Симон, які Діоген вважає справжніми; крім того, він називає, сумніваючись у їх достовірності, діалоги Нікій, Медій, Антімах і Скіфські розповіді. Окрім перерахованих діалогів, Свіда ще згадує Сіммій, Алківіад і Критолай. Про справжні (за Діогеном) діалоги Федона відомо лише, що Симон був відомий швець, а Зопір — фізіогноміст. Діалоги Федона характеризуються Геллієм, як admodum elegantes — дуже елегантними.
Про філософські погляди Федона майже нічого не відомо; нічого про них не говорить і єдиний більш-менш значний витяг з одного твору Федона, наведений Сенекою (Epist., 94, 41), в якому проводиться думка, що розмови мудреців діють настільки ж вірно, але невідчутно, як укуси маленьких тварин, після яких залишається пухлина, але без болю і рани.